# Les Rompudes (la Vall de Bianya)
Les Rompudes és una muntanya de 892 metres que es troba al municipi de la Vall de Bianya, a la comarca catalana de la Garrotxa.